# Ashley (Indiana)
Ashley é uma cidade  localizada no estado americano de Indiana, no Condado de DeKalb e Condado de Steuben.

## Demografia
Segundo o censo americano de 2000, a sua população era de 1010 habitantes. 
Em 2006, foi estimada uma população de 997, um decréscimo de 13 (-1.3%).

## Geografia
De acordo com o United States Census Bureau tem uma área de 
2,1 km², dos quais 2,1 km² cobertos por terra e 0,0 km² cobertos por água. Ashley localiza-se a aproximadamente 305 m acima do nível do mar.

## Localidades na vizinhança
O diagrama seguinte representa as localidades num raio de 16 km ao redor de Ashley. 